# Tårnborg Sogn
Tårnborg Sogn er et sogn i Slagelse-Skælskør Provsti (Roskilde Stift).
I 1800-tallet var Tårnborg Sogn anneks til Sankt Povls Sogn i Korsør Købstad. Begge sogne hørte til Slagelse Herred i Sorø Amt, købstaden dog kun geografisk. Tårnborg sognekommune blev ved kommunalreformen i 1970 indlemmet i Korsør Kommune, der ved strukturreformen i 2007 indgik i Slagelse Kommune.
I Tårnborg Sogn ligger Tårnborg Kirke.
I sognet findes følgende autoriserede stednavne:
- Bjørnskilde (bebyggelse)
- Bonderup (ejerlav, landbrugsejendom)
- Frølunde (bebyggelse, ejerlav)
- Frølunde Fed (bebyggelse)
- Halseby (bebyggelse, ejerlav)
- Hulby (bebyggelse, ejerlav)
- Klarskov (bebyggelse)
- Knivkær (bebyggelse)
- Knivkær Strand (bebyggelse)
- Magleø (areal)
- Ny Halseby (bebyggelse)
- Rundingen (bebyggelse)
- Stengelshøj (bebyggelse)
- Stibjerg (bebyggelse)
- Svenstrup (bebyggelse, ejerlav)
- Tjæreby (bebyggelse, ejerlav)
- Tjæreby Vejle (areal, ejerlav)
- Tårnborg (ejerlav, landbrugsejendom)
- Tårnholm (ejerlav, landbrugsejendom)
- Vejsgård (bebyggelse)